# Probabilidad de incumplimiento
La probabilidad de incumplimiento (PD, del término inglés probability of default) es un término financiero que describe la probabilidad de incumplimiento en un horizonte de tiempo particular. Proporciona una estimación de la probabilidad de que un prestatario no cumpla con sus obligaciones de deuda.
La PD se utiliza en una variedad de análisis crediticios y marcos de gestión de riesgos. Bajo Basilea II, es un parámetro clave utilizado en el cálculo del capital económico o capital regulatorio para una institución bancaria.
La PD está íntimamente ligada a la pérdida esperada, que se define como el producto de la PD, la pérdida en caso de incumplimiento (LGD) y la exposición en caso de incumplimiento (EAD).